# Fiat Centoventi
Fiat Centoventi – elektryczny samochód koncepcyjny włoskiej marki Fiat, zaprezentowany w marcu 2019 roku podczas Międzynarodowego Salonu Samochodowego w Genewie. 

## Historia i opis pojazdu

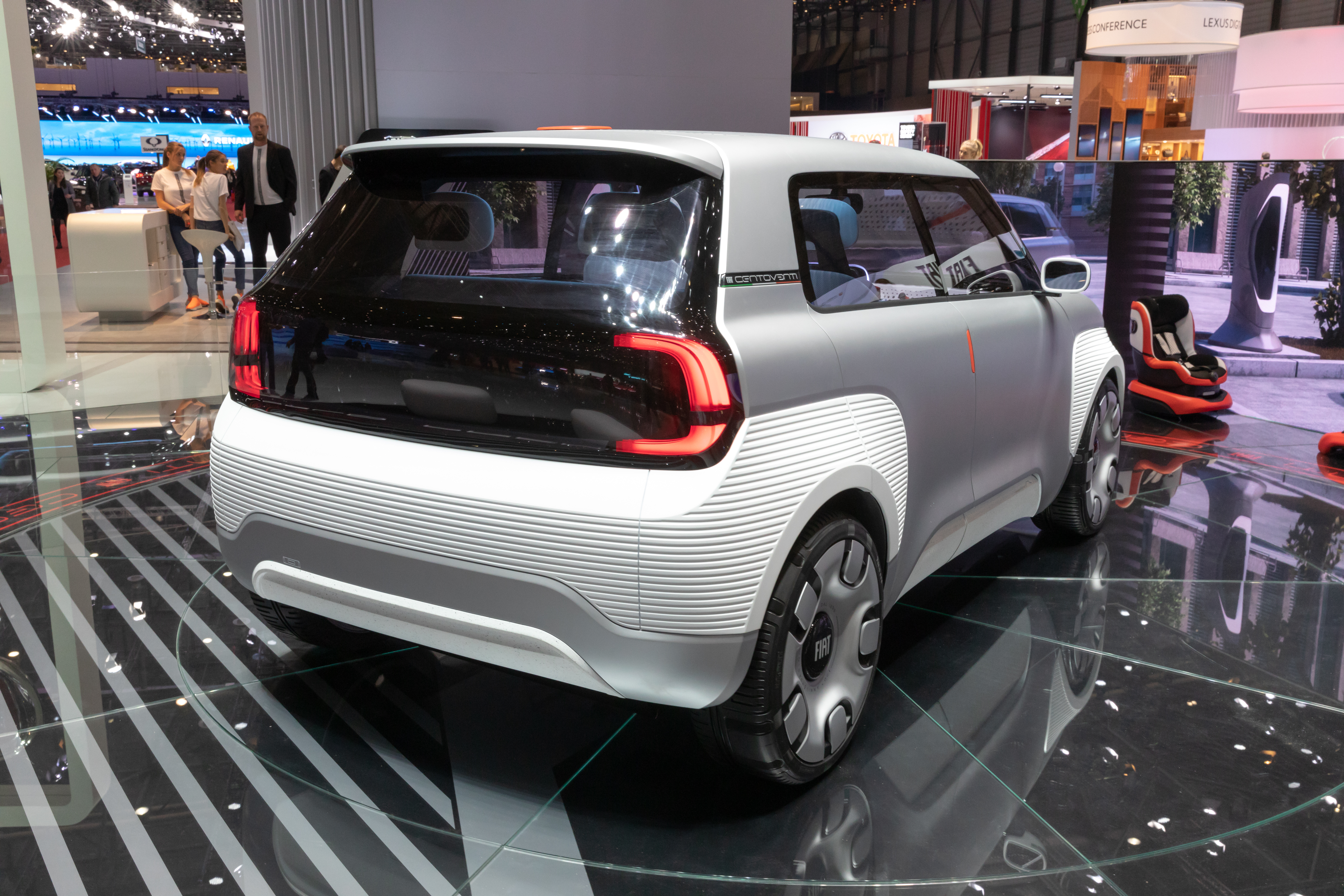
Fiat Centoventi – tył pojazdu

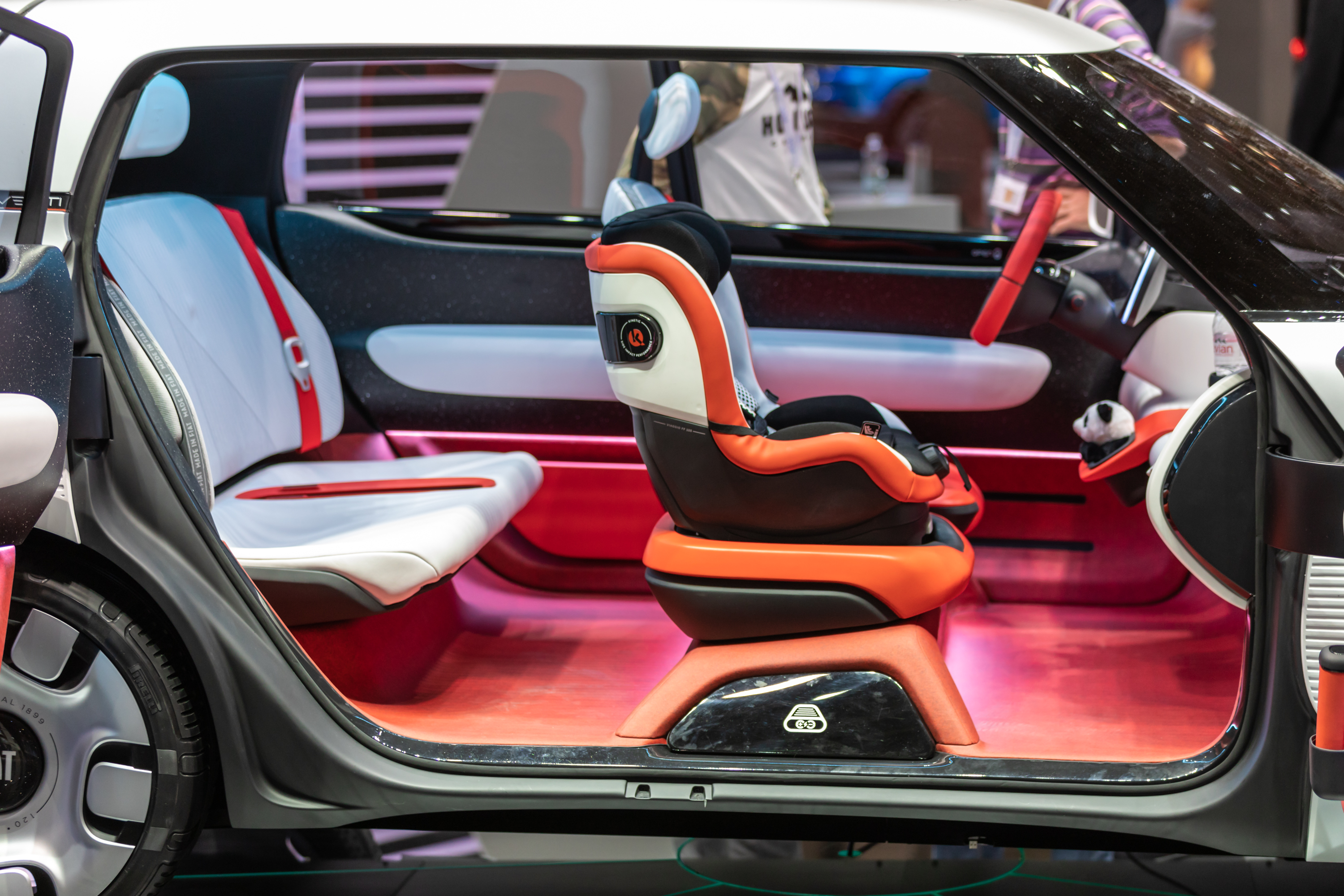
Fiat Centoventi – wnętrze

Samochód jest projektem na 120 rocznicę istnienia marki, jego nazwa "Centoventi" oznacza bezpośrednio liczbę 120. Prototyp ma za zadanie zapowiedzieć nowe wcielenie samochodu Fiat Panda.
W oczy rzuca się stylowe nadwozie samochodu, mamy tutaj do czynienia z pięciodrzwiowym, pudełkowym nadwoziem typu hatchback, z tylnymi drzwiami otwieranymi "pod wiatr". Ważną cechą prototypu mają być także spore możliwości personalizacji. Projektanci przewidzieli wybór spośród 4 różnych dachów, 4 rodzajów zderzaków, 4 wzorów felg, oraz 4 rodzajów malowania karoserii, ponadto przewidziano możliwość zamiany stałego dachu na odsuwany soft-top (jak w przypadku Fiata 500C), szyberdach lub specjalny panel ze zintegrowanym bagażnikiem dachowym. Ponadto producent przewidział możliwość dodrukowania na drukarce 3D akcesoriów do samochodu.

### Dane techniczne
Montowane pod podłogą samochodu baterie mają segmentową budowę, standardowe zapewniają zasięg do 100 km, jednak dokupując dodatkowe możemy zwiększyć zasięg pojazdu nawet do 500 km. Prędkość maksymalną pojazdu określono na 150 km/h.

### Wyróżnienia
We wrześniu 2019 roku Fiat Centoventi zdobył nagrodę w plebiscycie „Red Dot Award 2019" w kategorii „Design Concept".
19 czerwca 2020 roku w plebiscycie "Car Design Awards 2019", pojazd otrzymał tytuł "Najlepszy samochód koncepcyjny". Zdaniem jury konkursu ten rewolucyjny samochód „wyróżnia się innowacyjną koncepcją modułową i niezwykłym zastosowaniem kolorów i materiałów". Olivier François, prezes Fiat Brand Global, powiedział: "Zdobycie tej nagrody sprawia, że jestem niezwykle dumny, a opinia tak wybitnego, cenionego na arenie międzynarodowej jury, podkreśla znaczenie designu projektu Centoventi."